# Municipio de Bush (Dakota del Norte)
El municipio de Bush (en inglés: Bush Township) es un municipio ubicado en el condado de Eddy en el estado estadounidense de Dakota del Norte. En el año 2010 tenía una población de 40 habitantes y una densidad poblacional de 0,43 personas por km².

## Geografía
El municipio de Bush se encuentra ubicado en las coordenadas 47°48′13″N 98°58′31″O / 47.80361, -98.97528. Según la Oficina del Censo de los Estados Unidos, el municipio tiene una superficie total de 93.76 km², de la cual 91,95 km² corresponden a tierra firme y (1,93 %) 1,81 km² es agua.

## Demografía
Según el censo de 2010, había 40 personas residiendo en el municipio de Bush. La densidad de población era de 0,43 hab./km². De los 40 habitantes, el municipio de Bush estaba compuesto por el 97,5 % blancos, el 2,5 % eran amerindios. Del total de la población el 0 % eran hispanos o latinos de cualquier raza.